# Großglockner Straße
Die Großglockner Straße (B 107), in Tirol Großglocknerstraße, ist eine Landesstraße, die das Lienzer Becken mit dem oberen Mölltal und der Großglockner-Hochalpenstraße verbindet. Sie beginnt in Heiligenblut in Kärnten beim Beginn der Mautstraße der Großglockner Hochalpenstraße, folgt zunächst dem Mölltal auswärts. Bei Winklern, wo sich der Verlauf des Mölltales von Süden scharf nach Osten wendet, mündet die Mölltal Straße ein, die das mittlere und untere Mölltal erschließt. Die B 107 behält indes ihre Südrichtung bei und verlässt das Mölltal, um den Iselsberg zu überwinden. Die Passhöhe ist zugleich die Landesgrenze zu Tirol. Die Straße mündet bei Dölsach in die Drautalstraße (B 100); am Südende gibt es ab Stribach mit der B 107a (amtlich eine eigene B-Straße mit der Bezeichnung Großglocknerstraße, Abzweigung Lienz; Ortsstraßenname Glocknerstraße) ein 1,79 km langes Zweigstück nach Westen, das bei Nußdorf-Debant ebenfalls in die B 100 mündet.

## Belege
1. ↑  Amt der Tiroler Landesregierung (Hrsg.): Statistisches Handbuch Bundesland Tirol 2019. Innsbruck 2019, S. 13 (PDF; 14,2 MB)

| B107 | Die Großglockner Straße befand sich wie die anderen ehemaligen Bundesstraßen in der Bundesverwaltung. Seit dem 1. April 2002 steht sie unter Landesverwaltung und führt zwar das B in der Nummer weiterhin, nicht aber die Bezeichnung Bundesstraße. |